# Brevitubulus aequilatus
Brevitubulus aequilatus är en stekelart som beskrevs av Wang 1987. Brevitubulus aequilatus ingår i släktet Brevitubulus och familjen brokparasitsteklar. Inga underarter finns listade.